# رابطة أحادية

الرابطة الكيميائية بين ذرتي الهيدروجين في جزيء الهيدروجين H_{2} هي رابطة تساهمية أحادية.

تركيب لويس للميثان. لاحظ شكل الروابط الفردية الأربعة بين ذرات الكربون والهيدروجين.

الرابطة الأحادية في الكيمياء، هي رابطة كيميائية بين ذرتين تقومان بالاشتراك بزوج واحد من إلكترونات التكافؤ الخارجية لتشكيل رابطة تساهمية.
لتشكيل الرابطة الأحادية تقدم كل ذرة إلكترون تكافؤ يخرج من دائرة المدار الذري، ويصبح ضمن دائرة المدار الجزيئي للجزيء المتشكل.
يمكن التعبير عن الرابطة الأحادية باستخدام أسلوب بنية لويس، حيث يشار إلى إلكترون التكافؤ بنقطة مثل AːA، وعند تشكيل الرابطة يشار إليها بشرطة بين الذرتين A-A للتعبير عن الرابطة الأحادية.
من أنواع الروابط التساهمية أيضاً الرابطة الثنائية، حيث يتم الاشتراك بزوجين من إلكترونات التكافؤ (4 إلكترونات بالمجمل)؛ والرابطة الثلاثية، حيث يتم الاشتراك بثلاثة أزواج من إلكترونات التكافؤ (6 إلكترونات بالمجمل).